# Liste de minéraux (lettre S)
Pour un article plus général, voir Liste de minéraux